# Autoroute A33
L’autoroute A33 è un'autostrada francese, che parte dall'innesto sull'A31 ed aggira Nancy ad ovest e a sud. Incrocia l'autoroute A330 a Ludres e termina presso Dombasle-sur-Meurthe, venendo proseguita senza soluzione di continuità dalla N333.